# Vondelbeek (Lokeren)
De Vondelbeek, ook wel Destelbeek genoemd, is een beek in de Oost-Vlaamse stad Lokeren.

## Geschiedenis
Vermoedelijk was de beek vroeger een zijarm van de Lede, die uiteindelijk uitmondde in de Durme nabij het Molsbroek. Door de aanwezigheid van lokale landbouwactiviteiten en akkergronden is de waterloop afgesneden geweest van de Lede, en diende sinds dan alleen maar als een afvoerbeek.
Door de uitbreiding van het Lokerse stadscentrum werden grote delen van de beek gedempt tussen de Sterrestraat en de Martelarenlaan, waardoor de beek uiteindelijk uitmondde in de gekanaliseerde Lede aan de spoorlijn 57.

### Hoedhaarpark
In 2009 kondigde het stadsbestuur van Lokeren aan dat het Hoedhaarterrein, waar vroeger een haarsnijderij stond, vernieuwd ging worden. Op dit terrein zou ook een waterloop komen dat de Vondelbeek die daar vroeger stroomde zou moeten voorstellen, en in 2019 en 2021 werd dit gedempte stuk van de Vondelbeek heraangelegd.
Rivieren: Durme (Bovendurme, Benedendurme) · Lede · Zuidlede

Kanalen: Moervaart

Grachten: Fondatiegracht · Kapittelsvaardeken · Olentgracht

Beken: Beerbakbeek · Lokerenbeek · Vondelbeek